# Bodil Jerslev Lund
Bodil Vibeke Jerslev Lund (født 30. april 1919 i Fjerritslev, død 21. december 2005) var en dansk kemiker. Hun var professor i organisk kemi ved Danmarks Farmaceutiske Højskole 1958-1989. Hun var Danmarks 2. kvindelige professor, og den første kvindelige naturvidenskabelige professor, og blandt de første kvindelige medlemmer af Det Kongelige Videnskabernes Selskab

## Biografi
Bodil Jerslev var datter af apoteker Aage Holger Christian Jens Johan Jerslev (1884-1943) og farmakologen Ella Friis-Sørensen (1892-1958). Hun tog matematisk-naturvidenskabelig studentereksamen fra Aalborg katedralskole i 1936 og blev samme år lærling på hendes faders apotek. Tre år senere tog hun farmaceutisk medhjælper eksamen og 1941 tog hun kandidateksamen i farmaci. Efter et halvt års ansættelse ved Rigshospitalets apotek blev hun ansat som assistent på laboratoriet for organisk kemi ved Danmarks Farmaceutiske Højskole (DFH). Hun studerede røntgenkrystallografi ved Landbohøjskolen i 1945 og ved Uppsala universitet 1946-1947 under Gunnar Hägg. Hun blev tilldelt stipendier i 1948, hvilket gjorde det muligt for hende at studere videre i faget ved Oxfords universitet, Princeton University og Auburn University. I Oxford fik hun kontakt med den senere nobelpristager Dorothy Hodgkin, som kom til at få stor betydning for hendes fremtidige virke som forsker.
Jerslev blev doktor i kemi 1958 fra Københavns Universitet med afhandlingen Studier over oximernes struktur, som baserede sig på syv tidligere afhandlinger. Hun blev samme år udset til professor i organisk kemi ved DFH og afløste Hans Baggesgaard Rasmussen. Hun blev dermed DHF's første kvindelige professor i kemi. Hun arbejdede også som konsulent for Civilforsvarsstyrelsen (1960-1966) og som leder af det danske civilforsvars analytisk-kemiske laboratorium (1966-1971), hvor hun var med til at udvikle folkegasmasken.
Bodil Jerslev havde flere ledelsesposter. Hun var formand for Kemisk Forening (1963-1965), Vandkvalitetsinstituttet (1975-1981), medlem af Akademiet for de Tekniske Videnskaber fra 1965 og medlem af Videnskabernes Selskab fra 1971. Fra 1981 var hun medlem af det svenske Kungliga Vetenskapsakademien.

## Priser
- Tagea Brandts rejselegat for kvinder (1965)
- Danmarks farmaceutiske selskabs guldmedalje (1982)